# 2009 au Tibet
2007 au Tibet - 2008 au Tibet - 2009 au Tibet - 2010 au Tibet - 2011 au Tibet
2007 par pays en Asie - 2008 par pays en Asie - 2009 par pays en Asie - 2010 par pays en Asie - 2011 par pays en Asie

## Chronologie

### Février 2009
- Lundi 2 février 2009 : Le Dalaï lama est hospitalisée pour la journée à New Delhi.

- Samedi 14 février 2009 : À l'approche du 50e anniversaire du soulèvement et de la fuite du dalaï-lama, vers son exil indien le 10 mars 1959, les autorités chinoises ont entrepris de boucler hermétiquement les zones tibétaines au Tibet et en Chine, en particulier pour les journalistes. Les Chinois veulent empêcher que cet anniversaire ne devienne prétexte à des émeutes, comme cela avait été le cas le 14 mars 2008 lorsque les manifestations de Tibétains dégénérèrent en violences antichinoises dans Lhassa[1].

- Mercredi 11 février 2009 :
  - Selon le vice-président chinois du gouvernement régional du Tibet, Baema Cewang (tibétain : Pema Tsewang), 76 personnes au total ont été condamnées après les émeutes de l'année dernière à Lhassa. Au moins 203 personnes y ont trouvé la mort et près de 1 000 autres ont été blessées, selon les exilés tibétains, alors que les Chinois accusent des "émeutiers" tibétains d'avoir tué 21 personnes.
  - Le dalaï-lama en visite à Baden-Baden (Allemagne) où il a reçu le Prix allemand des médias, décerné par un jury de journalistes et d'éditeurs allemands, estime que la situation est « très tendue » au Tibet et que « des débordements peuvent arriver à tout moment » à l'approche du 50e anniversaire du soulèvement au Tibet, le 10 mars 1959 : « Aujourd'hui, il y a trop de colère […] La situation est très tendue, des débordements peuvent arriver à tout moment […] Je suis inquiet parce qu'avec plus de soulèvement, il y aura plus de répression, tout cela est très triste […] Dès que les gens sont arrêtés, ils sont torturés et parfois tués […] Du fait que les exécutions publiques sont difficiles, ils se servent de la torture contre les Tibétains emprisonnés ».

- Mercredi 18 février 2009 : La police a arrêté 20 à 24 moines Tibétains, selon les sources, dans la région tibétaine du sud-ouest de la Chine à la suite d'une manifestation en faveur du dalaï-lama qui a regroupé quelque 300 personnes et dispersée avec violences.

- Mardi 24 février 2009 : Selon les agences de voyages, « les autorités ont demandé aux agences touristiques de cesser d'organiser des voyages pour les étranger jusqu'au 1er avril ». Cette fermeture marque l'approche du 10 mars, jour du 50e anniversaire de l'insurrection tibétaine qui avait été suivie de la fuite en Inde du dalaï-lama et celle, le 14 mars, des troubles de l'an dernier.

- Vendredi 27 février 2009 : Selon l'association Free Tibet Campaign, la police a tiré sur un moine tibétain qui venait de s'immoler par le feu, dans la ville d'Aba (province du Sichuan), lors d'une manifestation de plusieurs centaines de moines contre l'interdiction des prières durant un festival bouddhiste traditionnel, le Mönlam, contre la répression chinoise et pour la libération de tous les tibétains emprisonnés. Selon l'organisation Campagne internationale pour le Tibet, après la dispersion de la manifestation, la police chinoise a encerclé le monastère de Sey où les moines étaient revenus.

### Mars 2009
- Lundi 9 mars 2009 : Les exilés tibétains ont manifesté à travers le monde pour célébrer le 50e anniversaire du soulèvement contre Pékin et la fuite du dalaï-lama le 10 mars 1959. À Washington ils ont observé deux minutes de silence devant la Maison-Blanche avant de se diriger vers l'ambassade de Chine; ils ont été rejoints notamment par l'un des plus célèbres dissidents chinois, Wei Jingsheng. Le président d'un groupe de militants pro-Tibet, Tsering Palden, affirme : « Nous sommes ici pour dire au monde que 50 ans d'occupation, 50 ans de persécution, 50 ans de génocide, c'est trop long »[2].

- Mardi 10 mars 2009 :
  - À l'occasion du 50e anniversaire du soulèvement tibétain du 10 mars 1959, le dalaï-lama depuis son lieu d'exil de Dharamsala, réitère sa revendication d'une « autonomie légitime et significative » pour le Tibet face au régime chinois et non l'indépendance.  Il accuse la Chine d'avoir fait du Tibet un « enfer » et d'avoir tué « des centaines de milliers de Tibétains ».
  - Trois journalistes de l'Agence France-Presse, arrêtés alors qu'ils tentaient de visiter le monastère bouddhiste de La Jia, dans une zone tibétaine de l'ouest de la Chine, sont expulsés de la zone montagneuse du Qinghai. D'importantes forces de sécurité ont été déployées sur tout le plateau tibétain à l'approche de ces deux anniversaires sensibles : la révolte réprimée en 1959 qui avait vu la fuite en exil du dalaï lama et les émeutes de Lhassa en 2008 qui s'étaient étendues aux régions environnantes.
  - Partout dans le monde, la diaspora tibétaine en exil a marqué le 50e anniversaire du soulèvement contre l'occupation chinoise et ont dénonce la répression chinoise. Quelque 10 000 tibétains de la diaspora ont fait le déplacement vers Dharamsala, siège du gouvernement tibétain en exil.

- Vendredi 20 mars 2009 : Un moine du Monastère de Ragya arrêté pour avoir publiquement appeler à l'indépendance disparaît du poste de police de la ville de Rabgya (nord-ouest de la chine) à forte population tibétaine.

- Dimanche 22 mars 2009 : Plusieurs centaines de personnes regroupées devant le poste de police de Ragbya (nord-ouest de la chine) pour demander des nouvelles du moine arrêté passent à l'attaque selon la police. 95 manifestants dont 93 moines du monastère proche de la ville sont interpellés.

### Avril 2009
- Mercredi 8 avril 2009 : 5 personnes sont jugées par un tribunal du Tibet dans trois affaires séparées mais toutes accusées d'avoir participé aux émeutes de Lhassa en mars 2008. 2 ont été condamnées à mort pour avoir provoqué des incendies meurtriers. 2 autres accusés ont été condamnés à mort, mais avec un sursis de deux ans, une peine généralement commuée en prison à vie en Chine. Un cinquième s'est vu infliger la prison à vie. Un autre dossier d'incendie, qui s'est soldé par cinq morts durant les émeutes de mars est en cours de jugement. Selon les autorités chinoises, les émeutiers ont tué 18 civils et un policier, alors que les tibétains accusent les forces de l'ordre chinoises d'avoir tué 203 Tibétains à Lhassa lors de la répression des troubles qui se sont propagés dans les régions à population tibétaine environnantes de l'ouest de la Chine[3].

### Juin 2009
- Mardi 2 juin 2009 : La Chine lance une nouvelle mise en garde aux pays qui accueillent le dalaï-lama, le chef des bouddhistes tibétains, dans sa présente tournée européenne, les menaçant d'une « grave détérioration » de leurs relations avec la Chine. Le dalaï lama vient de passer trois jours au Danemark où il a été reçu par le premier ministre Lars Løkke Rasmussen, après être allé en Islande. Il doit se rendre aux Pays-Bas puis en France du 6 au 8 juin[4].

- Jeudi 4 juin 2009 : Le dalaï-lama rend hommage aux victimes de la répression chinoise sur la place Tiananmen et exhorte le régime de Pékin à se démocratiser : J'honore avec respect ceux qui sont morts en exprimant l'exigence populaire que le gouvernement soit davantage responsable devant le peuple […] J'ai l'espoir que les dirigeants chinois auront le courage et la hauteur de vue d'embrasser des principes réellement plus égalitaires et de poursuivre une politique plus tolérante à l'égard d'opinions diverses[5].

- Samedi 6 juin 2009 : Le dalaï-lama est arrivé en France pour une visite de deux jours au cours de laquelle il recevra le titre de « citoyen d'honneur » de la ville de Paris par Bertrand Delanoë. Il achève une tournée européenne qui l'aura aussi mené au Danemark, en Islande et aux Pays-Bas. Cette distinction honorifique a suscité la réprobation des autorités chinoises qui estiment qu'il s'agissait d'« ingérences dans les affaires intérieures chinoises ».

- Dimanche 7 juin 2009 : Le dalaï-lama a évoqué une « orchestration » par la Chine des émeutes de mars 2008 au Tibet et une campagne pour le discréditer, peu avant de recevoir ce soir le titre de « citoyen d'honneur » de la ville de Paris : « On a eu des témoignages selon lesquels trois camions de Tibétains qui étaient inconnus ont été amenés le 14 au matin. On soupçonne une orchestration […] Les Chinois ont dit que tout avait commencé le 14 mars au matin et en fait on sait très bien que ça a commencé le 10 après-midi mais que la police et l'armée ne sont pas intervenue »[6].